# Ingo (Schiff)
Die Ingo war ein deutsches Frachtschiff.

## Technisches
Die Ingo wurde unter der Baunummer 396 auf der Frerichswerft gebaut. Sie war ein Dampfschiff mit einem Stahlrumpf und basierte auf der Winfried-Klasse, wobei sie sechs Meter länger als ihre Schwesterschiffe war. Ihre Abmessungen betrugen 116,5 × 15,3 × 6,7 m. Das Schiff war mit 3950 Bruttoregistertonnen vermessen. Die Frerichswerft stellte auch die Dampfmaschine her.
Angetrieben wurde das Schiff von einer dreizylindrigen Dreifach-Expansionsdampfmaschine mit einer nominalen Leistung von 316 PS, die über eine Welle einen Propeller antrieb und dem Schiff zu einer Geschwindigkeit von 11 Knoten verhalf.

## Geschichte
Stapellauf der Ingo war im Februar 1926, in Dienst gestellt wurde sie am 9. Mai 1926 beim Norddeutschen Lloyd. Ihr Einsatzgebiet war hauptsächlich der Westafrikadienst, gelegentlich wurde sie auf für Reisen zur südamerikanischen Westküste eingesetzt. Im Oktober 1935, möglicherweise im Zuge der Neuordnung der Fahrtgebiete der deutschen Reedereien, kam sie zur Hamburg-Bremer Afrika-Linie, die allerdings bereits 1926 durch den Norddeutschen Lloyd übernommen worden war. Bereedert wurde sie ab dann durch die Woermann-Linie. 1939 kam sie nach Triest und wurde später im Krieg eingesetzt.

## Untergang
Am 27. Januar 1941 befand sich die Ingo im Kriegseinsatz mit eingeschifften Soldaten auf dem Weg nach Afrika. Die Seekriegsleitung schrieb in ihr Kommandotagebuch:
"Am 26.1. 0700 Uhr ist aus Palermo nach Tripolis ein Geleitzug bestehend aus den Dampfern Ingo mit deutschem Personal und Material für Flakschutz des Flugplatzes Benina-Bengasi, und Dampfer "Duisburg" mit italienischem Heeresmaterial, gesichert durch das Geleitschiff Caralis ausgelaufen. Der Geleitzug wurde 1603 Uhr 10 sm südöstlich Tonne 5 von Kerkanaa-Bank von Torpedo-Flugzeugen und Bombern angegriffen. Dampfer Ingo wurde torpediert und versenkt. Besatzung zum größten Teil gerettet. Dampfer Duisburg erhielt Bombentreffer. Eigener Jagdschutz vom Fliegerkorps X ist, da außer Reichweite des Angriffes, nicht bei der Angriffsposition eingetroffen."
Am 28. Januar stand im Kommandotagebuch:
"Von der Besatzung des Dampfers Ingo und den an Bord eingeschifften Soldaten wurden bis auf 3 Maschinisten und 5 Matrosen von Ingo und 3 Soldaten des FliegerKorps X alle gerettet.
Angriff auf Ingo erfolgte durch 4 Torpedoflugzeuge, die von 3 Jägern begleitet waren. Duisburg erhielt 2 Torpedotreffer, es wird versucht den Dampfer nach Tripolis einzuschleppen."
Es lässt sich rekonstruieren, dass eine Fairey Swordfish des 830 Squadron der Fleet Air Arm die Ingo südlich von Pantelleria erfolgreich torpediert hatte. Aus Sterbebildern lässt sich zudem rekonstruieren, dass einer der Toten der Besatzung der Ingenieur Hans Breckwold gewesen sein muss, während drei der Luftwaffen - Passagiere die Kanoniere Eugen Braun, Kanonier Ernst Dümmling und Kanonier Karl Taubenberger, alle von der 4./Flak Regt 38, gewesen sein könnten.
Anstelle der ursprünglich für den Flak-Schutz des Flugplatzes Benina-Bengasi vorgesehenen Einheiten wurden im April bis Mai 1941 zwei Batterien des Flak-Regiments 25 auf dem Luftweg nach Afrika verbracht.